# Brinckochrysa turkanensis
Brinckochrysa turkanensis är en insektsart som först beskrevs av Navás 1936.  Brinckochrysa turkanensis ingår i släktet Brinckochrysa och familjen guldögonsländor. Inga underarter finns listade i Catalogue of Life.